# Готлоб Бенямин Йеше
Готлоб Бенямин Йеше (на немски: Gottlob Benjamin Jäsche; 3 юли 1762 – 25 август 1842) е немски философ, ученик на Имануел Кант, известен най-вече с това, че е издал неговите „Лекции по логика“ (1800 г.)

## Биография
Готлоб Бенямин Йеше е роден през 1762 г. в Грос Вартенберг (днес Сицов, Полша). Обучаван е най-напред у дома от баща си – пастор и ректор на местното народно училище, след което през 1777 г. постъпва в гимназията в Бреслау (днешен Вроцлав). От 1783 г. до 1785 г. следва теология в университета в Хале, но поради липса на средства напуска и започва работа като домашен учител. През това време Йеше задълбочено изучава трудовете на Кант и публикува анонимно книга върху философия на религията (1790 г.). През есента на 1791 г. постъпва в Кьонигсбергския университет, където посещава лекциите по антропология и метафизика на Кант.